# كارلوس بيلفيس
كارلوس بيلفيس (مواليد 24 أبريل 1985 في بلنسية - إسبانيا) لاعب كرة قدم إسباني يلعب حاليا لصالح نادي الدرجة الأولى تينيريفي الإسباني منذ 2009 في مركز الظهير الأيسر كما يجيد اللعب في مركز الوسط الأيسر .

## روابط خارجية
- كارلوس بيلفيس على موقع قاعدة بيانات كرة القدم.إي يو (الإنجليزية)
- كارلوس بيلفيس على موقع Soccerbase.com (لاعب) (الإنجليزية)
- كارلوس بيلفيس على موقع Soccerway.com (الإنجليزية)
- كارلوس بيلفيس على موقع AS.com (الإسبانية)